# HD 108821
HD 108821，又名BD-22 3383，SAO 180850、HR 4759，是一颗恒星，视星等为5.63，位于銀經296.71，銀緯38.92，其B1900.0坐标为赤經12h 25m 3.3s，赤緯-23° 38.92′ 37″。